# 沃奇科韋
50°19′28″N 37°8′29″E / 50.32444°N 37.14139°E
沃奇科韋（烏克蘭語：Бочкове）是位於烏克蘭東部的村莊，由哈爾科夫州丘胡伊夫区的沃夫昌斯克市鎮負責管轄。該村處於沃夫恰河畔，始建於1685年，面積1.51平方公里，海拔高度110米，2001年人口136。